# デニス・シヴァー
デニス・シヴァー（Dennis Siver、1979年1月13日 - ）は、ドイツの男性総合格闘家。ロシア・オムスク州オムスク出身。バーデン＝ヴュルテンベルク州マンハイム在住。Kiboju所属。

## 来歴
ロシア・オムスク州オムスクにて、ドイツ系ロシア人の家庭に生まれる。
15歳から柔道、キックボクシング、テコンドーを経験。17歳でロシアからドイツに移住すると、1997年には世界キックボクシング団体協会のドイツ王座を獲得した。
2004年2月28日、プロ総合格闘技デビュー。
2007年4月21日、UFC初参戦となったUFC 70でジェス・リアウディンと対戦し、腕ひしぎ十字固めで一本負け。9月8日、UFC 75で小谷直之と対戦し、左フックでKO勝ち。
2008年1月23日、UFC Fight Night: Swick vs. Burkmanでグレイ・メイナードと対戦し、判定負け。ファイト・オブ・ザ・ナイトを受賞した。7月5日、UFC 86でメルヴィン・ギラードと対戦し、パウンドによるTKO負けを喫しUFC2連敗となった。
2009年1月17日、UFC 93でネイト・モーアと対戦し、右バックスピンキックでダウンを奪いパウンドでTKO勝ち。ノックアウト・オブ・ザ・ナイトを受賞した。6月13日、UFC 99でデイル・ハートと対戦し、チョークスリーパーで一本勝ち。11月14日、UFC 105でポール・ケリーと対戦し、バックスピンキックでケリーのボディを効かせ猪木アリ状態に追い込むなど優勢に進め、スタンドで再開後のラッシュでTKO勝ちを収めUFC3連勝とし、2度目のノックアウト・オブ・ザ・ナイトを受賞した。
2010年3月31日、UFC Fight Night: Florian vs. Gomiでロス・ピアソンと対戦し、判定負け。ファイト・オブ・ザ・ナイトを受賞した。
2010年11月13日、UFC 122でアンドレ・ウィナーと対戦。左フックでダウンを奪うとパウンドで追撃し、最後はチョークスリーパーで一本勝ちを収め、サブミッション・オブ・ザ・ナイトを受賞した。
2011年2月27日、オーストラリアで開催されたUFC 127でジョージ・ソテロポロスと対戦し、3-0の判定勝ち。ソテロポロスのUFCデビュー以来の連勝を7でストップさせた。
2012年4月14日、フェザー級転向初戦となったUFC on Fuel TV 2でディエゴ・ヌネスと対戦し、判定勝ち。
2013年7月6日、UFC 162でフェザー級ランキング5位のカブ・スワンソンと対戦し、3RTKO負け。ファイト・オブ・ザ・ナイトを受賞した。
2013年12月28日、UFC 168でマニー・ガンブリャンと対戦し、3-0の判定勝ち。試合後の薬物検査で禁止薬物であるヒト絨毛性ゴナドトロピンの陽性反応が検出されたため、ネバダ州アスレチック・コミッションから9か月間の出場停止処分を受け、試合結果もノーコンテストに変更された。
2014年10月4日、UFC Fight Night: Nelson vs. Storyでチャールズ・ローザと対戦し、3-0の判定勝ち。ファイト・オブ・ザ・ナイトを受賞した。
2015年1月18日、UFC Fight Night: McGregor vs. Siverでフェザー級ランキング5位のコナー・マクレガーと対戦し、TKO負け。
2015年6月20日、ベルリンで開催されたUFC Fight Night: Jedrzejczyk vs. Penneでフェザー級ランキング15位の川尻達也と対戦し、判定負け。
2017年6月25日、約2年ぶりの復帰戦となったUFC Fight Night: Chiesa vs. LeeでBJ・ペンと対戦し、2-0の判定勝ち。

## 戦績
| 総合格闘技 戦績 | 総合格闘技 戦績 | 総合格闘技 戦績 | 総合格闘技 戦績 | 総合格闘技 戦績 | 総合格闘技 戦績 | 総合格闘技 戦績 |
| --------------- | --------------- | --------------- | --------------- | --------------- | --------------- | --------------- |
| 35 試合         | (T)KO           | 一本            | 判定            | その他          | 引き分け        | 無効試合        |
| 23 勝           | 5               | 9               | 9               | 0               | 0               | 1               |
| 11 敗           | 3               | 5               | 3               | 0               | 0               | 1               |

| 勝敗 | 対戦相手                   | 試合結果                                     | 大会名                                                                 | 開催年月日     |
| ○    | BJ・ペン                   | 5分3R終了 判定2-0                            | UFC Fight Night: Chiesa vs. Lee                                        | 2017年6月25日  |
| ×    | 川尻達也                   | 5分3R終了 判定0-3                            | UFC Fight Night: Jedrzejczyk vs. Penne                                 | 2015年6月20日  |
| ×    | コナー・マクレガー         | 2R 1:54 TKO（マウントパンチ）                | UFC Fight Night: McGregor vs. Siver                                    | 2015年1月18日  |
| ○    | チャールズ・ローザ         | 5分3R終了 判定3-0                            | UFC Fight Night: Nelson vs. Story                                      | 2014年10月4日  |
| －   | マニー・ガンブリャン       | ノーコンテスト（薬物検査失格）               | UFC 168: Weidman vs. Silva 2                                           | 2013年12月28日 |
| ×    | カブ・スワンソン           | 3R 2:24 TKO（右フック→パウンド）             | UFC 162: Silva vs. Weidman                                             | 2013年7月6日   |
| ○    | ナム・ファン               | 5分3R終了 判定3-0                            | UFC on FOX 5: Henderson vs. Diaz                                       | 2012年12月8日  |
| ○    | ディエゴ・ヌネス           | 5分3R終了 判定3-0                            | UFC on Fuel TV 2: Gustafsson vs. Silva                                 | 2012年4月14日  |
| ×    | ドナルド・セラーニ         | 1R 2:22 チョークスリーパー                   | UFC 137: Penn vs. Diaz                                                 | 2011年10月29日 |
| ○    | マット・ワイマン           | 5分3R終了 判定3-0                            | UFC 132: Cruz vs. Faber                                                | 2011年7月2日   |
| ○    | ジョージ・ソテロポロス     | 5分3R終了 判定3-0                            | UFC 127: Penn vs. Fitch                                                | 2011年2月27日  |
| ○    | アンドレ・ウィナー         | 1R 3:37 チョークスリーパー                   | UFC 122: Marquardt vs. Okami                                           | 2010年11月13日 |
| ○    | スペンサー・フィッシャー   | 5分3R終了 判定3-0                            | The Ultimate Fighter: Team Liddell vs. Team Ortiz Finale               | 2010年6月19日  |
| ×    | ロス・ピアソン             | 5分3R終了 判定0-3                            | UFC Fight Night: Florian vs. Gomi                                      | 2010年3月31日  |
| ○    | ポール・ケリー             | 2R 2:53 TKO（スタンドパンチ連打）            | UFC 105: Couture vs. Vera                                              | 2009年11月14日 |
| ○    | デイル・ハート             | 1R 3:23 チョークスリーパー                   | UFC 99: The Comeback                                                   | 2009年6月13日  |
| ○    | ネイト・モーア             | 3R 3:27 TKO（右バックスピンキック→パウンド） | UFC 93: Franklin vs. Henderson                                         | 2009年1月17日  |
| ○    | チャス・ジャクイアー       | 1R 4:21 フロントチョーク                     | TFS: Mix Fight Gala 7                                                  | 2008年10月25日 |
| ×    | メルヴィン・ギラード       | 1R 0:36 TKO（右ストレート→パウンド）         | UFC 86: Jackson vs. Griffin                                            | 2008年7月5日   |
| ×    | グレイ・メイナード         | 5分3R終了 判定0-3                            | UFC Fight Night: Swick vs. Burkman                                     | 2008年1月23日  |
| ○    | 小谷直之                   | 2R 2:04 KO（左フック）                       | UFC 75: Champion vs. Champion                                          | 2007年9月8日   |
| ×    | ジェス・リアウディン       | 1R 1:21 腕ひしぎ十字固め                     | UFC 70: Nations Collide                                                | 2007年4月21日  |
| ○    | ジム・ウォールヘッド       | 2R 3:31 腕ひしぎ十字固め                     | Cage Warriors: Enter The Rough House                                   | 2006年12月9日  |
| ○    | サイード・ハリロフ         | 5分3R終了 判定2-1                            | WFC 2: Evolution                                                       | 2006年9月30日  |
| ○    | ポール・ジェンキンス       | 2R 3:42 ヒールホールド                       | WFC: Europe vs. Brazil                                                 | 2006年5月20日  |
| ×    | ダニエル・ベイケル         | 1R チョークスリーパー                        | TFS: Mix Fight Gala 3                                                  | 2006年5月6日   |
| ×    | アルニ・イサクション       | 2R 4:23 腕ひしぎ十字固め                     | Cage Warriors: Enter the Wolfslair 【ウェルター級トーナメント 決勝】   | 2006年3月5日   |
| ○    | エイドリアン・デゴルスキ   | 2R 1:59 腕ひしぎ十字固め                     | Cage Warriors: Enter the Wolfslair 【ウェルター級トーナメント 準決勝】 | 2006年3月5日   |
| ○    | ジョナス・エリクソン       | 1R 0:35 TKO（パンチ連打）                    | Cage Warriors: Enter the Wolfslair 【ウェルター級トーナメント 1回戦】  | 2006年3月5日   |
| ×    | ファブリシオ・ナシメント   | 1R 0:47 チキンウィングアームロック           | EVT 5: Phoenix 【76kg級トーナメント 1回戦】                            | 2005年10月8日  |
| ○    | マチェイ・ルクザック       | 2R ギブアップ（打撃）                        | OC: Masters Fight Night 2                                              | 2005年3月26日  |
| ○    | ディラン・ファン・コーテン | 1R チョーク                                  | BFS: Mix Fight Gala 4                                                  | 2005年3月6日   |
| ○    | ケネス・ロスフォート       | 1R終了時 TKO（カット）                       | EVT 4: Gladiators                                                      | 2004年9月26日  |
| ○    | モハメド・オマル           | 5分3R終了 判定3-0                            | Kombat Komplett                                                        | 2004年8月7日   |
| ○    | コルディアン・シュカラ     | 1R 0:17 ギブアップ（打撃）                   | Outsider Cup 2                                                         | 2004年2月28日  |

## 表彰
- ブラジリアン柔術 紫帯
- 柔道 緑帯
- テコンドー 黒帯
- UFC ファイト・オブ・ザ・ナイト（4回）
- UFC ノックアウト・オブ・ザ・ナイト（2回）
- UFC サブミッション・オブ・ザ・ナイト（1回）